# Eric Van Meir
Éric Van Meir (28 de Fevereiro de 1968, Deurne) é um ex-jogador profissional, atualmente treinador de futebol belga. Disputou as copas de 1994, 1998 e 2002.

## Títulos
Lierse
- Campeonato Belga: 1997
- Belgian Cup: 1999
- Superopa Belga: 1997 1999